# Quem Vai à Guerra
Quem Vai à Guerra (Portugiesisch für: Wer in den Krieg zieht) ist ein Dokumentarfilm der portugiesischen Regisseurin und Kamerafrau Marta Pessoa aus dem Jahr 2011.

## Inhalt
Der Portugiesische Kolonialkrieg (1961–1975) ist in Portugal bis heute ein gesellschaftlich vielschichtig diskutiertes Ereignis. Dabei findet fast ausschließlich eine männliche Wahrnehmung statt. Doch es waren nicht nur Männer Akteure des Krieges: nicht nur tragen Frauen immer auch die Folgen eines jeden Krieges mit, sondern sie waren hier auch selbst aktive Kämpferinnen, Unterstützerinnen und Helferinnen auf beiden Seiten.
50 Jahre nach Ausbruch der portugiesischen Kolonialkriege fügt der Film der gesellschaftlichen Betrachtung des Kolonialkrieges eine weibliche Sichtweise und eine weibliche Stimme hinzu. Frauen berichten hier über ihre Erfahrungen und Beweggründe als Unterstützerinnen und zuhause Zurückgebliebene, als Freiwillige, als Helferinnen und als Begleiterinnen ihrer Männer (meist Offiziere) in die Überseeprovinzen Angola, Mosambik und Guinea-Bissau.

## Rezeption
Der Film feierte am 13. Mai 2011 beim IndieLisboa-Filmfestival seine Premiere und kam am 16. Juni 2011 in die portugiesischen Kinos.
Quem Vai à Guerra erschien 2011 mit umfangreichem Bonusmaterial als DVD bei Real Ficção.